# Residente
René Pérez Joglar (nascido em 23 de fevereiro de 1978 em Hato Rey, San Juan, Porto Rico), mais conhecido como "Residente Calle 13" ou simplesmente "Residente", é o vocalista e letrista da banda porto-riquenha Calle 13, que também contempla seus irmãos Ileana ("PG-13") e Eduardo ("Visitante"). Ele iniciou sua carreira no reggaeton, mas hoje lida com vários gêneros, trabalhando com a música de maneira experimental. Suas letras tratam, entre outros, de temas sociais e políticos, combinando hip hop e música urbana com estilos latino-americanos.

## Infância e adolescência
Residente nasceu em 23 de fevereiro de 1978 em Hato Rey, um bairro em San Juan, capital de Porto Rico. É filho da atriz Flor Joglar de Gracia e de um advogado e ex-entusiasta da Revolução Sandinista, que era também ativista pelas causas trabalhistas. Residente conheceu seu meio irmão quando tinha dois anos de idade. Na época, a mãe de Residente se casou com o pai de Visitante. A família tinha ligações com a comunidade artística da ilha caribenha: Flor trabalhava no Teatro del Sesenta, um grupo de atuação local, enquanto que seu pai já havia sido músico no passado. Residente afirma que ele e sua família tiveram uma vida relativamente confortável, e ele se coloca no grupo de porto-riquenhos que são "muito pobres para serem ricos e muito ricos para serem pobres". Embora seus pais tenham se divorciado mais tarde, ele e Visitante mantiveram a proximidade. Ele frequentou a Faculdade Savannah de Arte e Design, em Savannah, Geórgia, onde fez um mestrado em artes.

## Carreira musical
Em 2004, Residente e seu meio-irmão Visitante começaram a escrever música juntos e adotaram o nome Calle 13. Eles hospedavam suas músicas em um site e começaram a procurar uma gravadora para comercializar os trabalhos. Após enviarem demos para a White Lion Records, eles conseguiram um contrato.
René escolheu "Residente" como seu nome artístico porque era assim que ele tinha de se identificar para entrar na sua rua em Trujillo Alto, protegida por um portão. As influências de Residente incluem o músico de salsa Rubén Blades, o cantor Silvio Rodríguez e o escritor Tite Curet Alonso.
Em 2009, participou do filme Old Dogs, interpretando um tatuador.
Em maio de 2014, o Calle 13 tocou no Vive Latino por uma terceira vez. Quando apresentavam a faixa "El Aguante", um espectador subiu no palco e agarrou Residente. Cinco seguranças capturaram o agressor e Residente tentou lhe acertar um soco. A dupla posteriormente divulgou uma nota de esclarecimento (com um vídeo amador que mostra o incidente) na qual dizem que o soco de Residente não acertou o agressor. Eles também incluíram um vídeo no qual Residente e o agressor são vistos brindando o quinto álbum da dupla, Multi_Viral, lançado à época do incidente.
Em 2017, Residente lançou o seu primeiro álbum a solo, o homônimo Residente. O álbum se baseia na sonoridade de países e regiões nas quais os antepassados de Residente têm suas origens, que o cantor visitou depois de uma análise ao seu ADN. O álbum acabou em várias listas dos melhores álbuns do ano, mesmo naquelas predominantemente anglo-saxónicas.
Com o Calle 13, Residente ganhou 3 prêmios Grammy e 21 prêmios Grammy Latinos, sendo assim o artista mais premiado desse último evento. A solo, em 2018 Residente ganhou o Grammy de Melhor Álbum de Rock, Urbano ou de Música Alternativa, com o seu álbum Residente, álbum que também venceu a categoria de Melhor Álbum de Música Urbana na edição de 2017 do Grammy Latino. Nessa mesma premiação, seu single "Somos Anormales" recebeu a distinção de Melhor Canção Urbana do ano.

## Discografia
Álbuns a solo
- Residente (2017)

Singles a solo
- "Somos Anormales" (2017)
- Mis Disculpas (2017)
- La Cátedra (2017)
- Hijos del Cañaveral (2017)
- Dagombas en Tamale (2017)
- "Desencuentro" (com Soko) (2017)
- Sexo (com Dillon Francis e iLe) (2018)

## Filmografia
Exceto no filme Old Dogs, onde interpretou um tatuador, Residente fez papel de si mesmo em sua filmografia.
- 2006 – My Block: Puerto Rico (documentário)
- 2009 – Old Dogs
- 2009 – Mercedes Sosa, Cantora un viaje íntimo (documentário)
- 2009 – Calle 13: Sin Mapa (documentário)